# Thomas de Ros, IV barón de Ros
Thomas de Ros, IV barón Ros de Helmsley (13 de enero de 1335 – 8 de junio de 1384) era hijo de William de Ros, II barón de Ros, y Margery de Badlesmere, hija de Bartholomew de Badlesmere, I barón Badlesmere, y Margaret de Clare. Heredó el título de barón de Ros en 1352, tras la prematura muerte de su hermano Wiliam
En 1364, el acompañó al rey de Chipre a Tierra Santa; también fue partícipe en la Guerra de los Cien Años entre 1369 y 1371. Fue miembro del parlamento en los reinados de Eduardo III y Ricardo II. Murió el 8 de junio de 1381 en Uffington, Lincolnshire, y fue enterrado en la abadía de Rievaulx. Su viuda volvió a casarse con Sir Richard Burley.

## Matrimonio y descendencia
El de abril de 1362, Thomas de Ros se casó con su prima segunda, Beatrice Stafford (m. 13 de abril de 1415), hija de Ralph Stafford, I conde de Stafford, y Margaret de Audley. Beatrhice y Thomas tuvieron cuatro hijos y dos hijas:
- John de Ros, V barón de Ros.
- William de Ros, VI barón de Ros.
- Thomas de Ros.
- Robert de Ros.
- Elizabeth de Ros, casada con Thomas de Clifford, VI barón de Clifford.
- Margaret de Ros, casada con Reginald Grey, III barón Grey de Ruthyn.